# Histoire de la derniere revolte des catalans et du siege de Barcelonne
Histoire de la derniere revolte des catalans et du siege de Barcelonne, és un llibre publicat a Lió l'any 1715. Es tracta d'una crònica històrica de la guerra de successió a Catalunya, i alhora una obra propagandística del regnat de Lluís XIV, dirigida sobretot a l'interior del regne, però també a l'opinió internacional.
A part de narrar els esdeveniments des del punt de vista francès, és també una lloança al duc de Berwick, a Lluís XIV i al seu net Felip V de Borbó. Explica amb molt de detall els moviments de Berwick durant el setge contra Barcelona. La visió que ofereix el llibre sobre la societat i les institucions catalanes és la de tossuts i rebels durant tot el setge, des de l'òptica propagandística francesa.
Al llarg de la crònica també apareix el paper que va tenir l'estament eclesiàstic o la religiositat popular a la guerra. La publicació, a més de documentar-se amb informacions de primera mà, en part, també es va documentar amb les gasetes que corrien per Europa informant de les batalles i fets militars destacats.
El llibre es consideraria anònim, però es pot atribuir segurament al dominic i erudit escriptor lionès Anthelme Tricaud que tenia contactes vinculats a la cort francesa.
És un document molt important per a l'estudi de la guerra de successió a Catalunya.